# Московско-новгородская война (1456)
Моско́вско-новгоро́дская война (1456) — кратковременный военный конфликт (междоусобная война) на Руси между Великим княжеством Московским и Новгородской республикой.
Конфликт длился чуть менее месяца (с января по февраль 1456 года). Завершился подписанием Яжелбицкого мира, положившего начало впадению Новгорода в зависимость от Москвы.

## Предпосылки
Во второй четверти XV века в Великом княжестве Московском развернулась Междоусобная война между потомками Дмитрия Донского, оспаривавшими великокняжеский престол в Москве. На последнем этапе войны борьба велась между двоюродными братьями Василием Васильевичем Тёмным и Дмитрием Юрьевичем Шемякой, который, в 1449 году перевёз в Новгород своих жену, дочь и сына, а после поражения под Галичем, сам нашёл убежище в Великом Новгороде, где скоропостижно скончался 19 июля 1453 года .
Василий Тёмный, воспользовавшись ситуацией, обвинил новгородских бояр в измене. Он начал готовиться к походу на Великий Новгород.

## Ход войны

### Начало похода
В конце января 1456 года московские войска, совместно с татарской конницей, во главе с великим князем Владимирским и Московским Василием II выступили на Великий Новгород. Ввиду того, что Василий II был слепым и, к тому же, неудачливым военачальником, он поручил возглавить основные силы воеводам И. В. Стриге и Ф. В. Басёнку.
Князь Василий Васильевич с основными силами и союзными татарскими отрядами (под командованием «царевича Момотяка») пошёл на Новгород и занял Яжелбицы стоящие на перекрёстке важных дорог, а на Русу направил отряд для внезапного захвата города («изгонную рать»). Этот отряд состоял из московского войска и татар общей численностью около пяти тысяч (по сведениям из Летописи Авраамки), под командованием Басенка и Семёна Карамышева. «Изгонная рать» без труда захватила город.
Узнав об этом, в тот же день, на освобождение Русы выдвинулись новгородские войска, которыми предводительствовал князь Василий Васильевич Низовский (Суздальский). Наскоро собранный отряд состоял из княжеского двора и немногочисленного войска из новгородских бояр, житьих и «молодых» людей, которыми предводительствовали новгородский посадник Иван Лукиныч Щока и тысяцкие Василий Пантелеевич и Есиф Васильевич Носов. За день рать пересекла по льду Ильмень и остановилась на ночёвку во Взваде. А князь А. В. Чарторыйский, со своим двором и основными силами новгородцев, вечером встал к югу от Новгорода, у Николы на Липне.
.

### Основные боевые действия
4 февраля происходит Сражение под Русой. Новгородцы во главе с Василием Суздальским, выйдя утром из Взвада, попытались отбить Русу и, несмотря на первоначальный успех, потерпели жестокое поражение и бежали. Во время отступления многие были убиты, ранены или пленены. Среди погибших упоминаются новгородский боярин Есиф Васильевич Носов и сын посадника Офонос Богданович, тысяцкий Василий Александрович Казимир был ранен. В плен попал посадник Михаил Туча.
После этого поражения новгородцы пытаются начать переговоры о мире, одновременно отправив гонцов в Псков за помощью. Однако, Василий продолжает развивать успех и наносит удар по югу новгородской земли. Основные силы, под командованием великого князя осаждает крепость Демян, но, потеряв (по сообщению Летописи Авраамки) 15 «шестников», отступает обратно в Яжелбицы. 7 февраля другая московская рать после двухдневной осады и напряжённого штурма взяла городок Молвотицы. Ещё один отряд захватил городок Стерж (на берегу озера Стерж).

### Яжелбицкий мир
Разгром новгородцев под Русой был первым серьёзным поражением республики (вечевой демократии) за всю историю её существования. Несмотря на помощь Пскова, новгородское вече решило просить Москву о мире. Для этой цели новгородцы обратились к архиепископу Евфимию II, которому предстояло возглавить новгородскую делегацию. Евфимий, впоследствии канонизированный как святой, пользовался большим авторитетом как в Новгороде, так и за его пределами. Несмотря на преклонный возраст, он согласился отправиться в Яжелбицы, в ставку Василия II. После нескольких дней переговоров между Новгородом и Москвой был подписан Яжелбицкий мирный договор.
По договору Новгородская республика значительно урезалась в правах. Новгород лишался права внешних сношений и законодательных прав, высшей судебной инстанцией стал Великий князь Московский, а новгородская вечевая печать и печати посадников заменялись печатью великого князя. Кроме того, республика обязывалась выплатить Москве контрибуцию в размере 10 000 рублей. Репутация Новгорода была испорчена. Под власть Москвы перешли крупные новгородские волости — Бежецк, Волок Ламский, Вологда.